# 邓雅文
邓雅文（2005年10月17日—），四川省泸州市人，中国自行车运动员，主攻小轮车方向。她代表中国代表团参加2024年夏季奥林匹克运动会，并获得女子自由式小轮车金牌，这是该代表团历史上在该项目获得的首枚金牌。
邓雅文8岁加入泸州业余体校田径队，起初进行标枪训练。2017年当时12岁的她开始练习自由式小轮车。

## 主要成绩
2021年，她在第十四届全运会上获得亚军，并在2022年全国锦标赛上获得第三名。2023年，她首次亮相国际比赛，并在亚洲锦标赛上获得金牌，并在2023年世界小轮车自由式锦标赛上获得第六名。2023年10月，她在四川省巴中市击败世界冠军汉娜·罗伯茨，赢得了小轮车自由式世界杯冠军。她的教练是丹尼尔·德尔斯。
2024年初，她被选中参加2024年奥林匹克运动会资格系列赛。在上海举行的资格赛第一站比赛中，她以91.50的成绩获得第三名。在布达佩斯举行第2站，她以90.96的成绩获得第四名，获得了代表中国参加2024年夏季奥运会的资格。  
2024年7月31日，她代表中国参加2024年夏季奥林匹克运动会，并获得女子自由式小轮车金牌，这是中国代表团在该项目上首次获得金牌。